# Медісон (округ, Айова)
Шаблон:StateAbbr_ 41°20′ пн. ш. 94°01′ зх. д. / 41.33° пн. ш. 94.01° зх. д.
Округ Медісон (англ. Madison County) — округ (графство) у штаті Айова, США. Ідентифікатор округу 19121.

## Історія
Округ утворений 1846 року.

## Демографія
За даними перепису 
2000 року 
загальне населення округу становило 14019 осіб, зокрема міського населення було 4851, а сільського — 9168.
Серед мешканців округу чоловіків було 6918, а жінок — 7101. В окрузі було 5326 домогосподарств, 3923 родин, які мешкали в 5661 будинках.
Середній розмір родини становив 3,04.
Віковий розподіл населення поданий у таблиці:
| Стать    | До 15 років | 15-21 | 22-29 | 30-39 | 40-49 | 50-65 | 65-85 | Понад 85 |
| -------- | ----------- | ----- | ----- | ----- | ----- | ----- | ----- | -------- |
| Чоловіки | 1621        | 687   | 548   | 967   | 1081  | 1128  | 769   | 117      |
| Жінки    | 1500        | 591   | 579   | 994   | 1130  | 1065  | 963   | 279      |

## Суміжні округи
- Даллас — північ
- Полк — північний схід
- Воррен — схід
- Кларк — південний схід
- Юніон — південний захід
- Адер — захід

## Виноски
1. ↑  U.S. Decennial Census. United States Census Bureau. Архів оригіналу за 19 липня 2018. Процитовано 20 липня 2014.
2. ↑  Historical Census Browser. University of Virginia Library. Архів оригіналу за 11 серпня 2012. Процитовано 20 липня 2014.
3. ↑  Population of Counties by Decennial Census: 1900 to 1990. United States Census Bureau. Архів оригіналу за 22 квітня 2014. Процитовано 20 липня 2014.
4. ↑  Census 2000 PHC-T-4. Ranking Tables for Counties: 1990 and 2000 (PDF). United States Census Bureau. Архів оригіналу (PDF) за 18 грудня 2014. Процитовано 20 липня 2014.
5. ↑  State & County QuickFacts. United States Census Bureau. Архів оригіналу за 7 червня 2011. Процитовано 20 липня 2014.(англ.) Наведено за англійською вікіпедією.
6. ↑  American FactFinder. Бюро перепису населення США. Архів оригіналу за 26 лютого 2012. Процитовано 31 січня 2008.

| США | Це незавершена стаття з географії США. Ви можете допомогти проєкту, виправивши або дописавши її. |